# Chaetomitrium nervosum
Chaetomitrium nervosum är en bladmossart som beskrevs av Hugh Neville Dixon 1935. Chaetomitrium nervosum ingår i släktet Chaetomitrium och familjen Hookeriaceae. Inga underarter finns listade i Catalogue of Life.